# Ікла ночі
«Ікла ночі» (англ. Night Teeth) — американський трилер 2021 року, знятий Адамом Рендаллом за сценарієм Брента Діллона. У головних ролях — Джордж Лендеборг мол., Деббі Раян, Люсі Фрай, Алфі Аллен та Рауль Кастільо. Прем'єра відбулася 20 жовтня 2021 року на Netflix. Фільм отримав змішані відгуки кінокритиків.

## Сюжет
Бенні, позаштатний шофер, найнятим подругами Блер та Зої, щоб відвезти їх до кількох популярних нічних клубів Лос-Анджелеса. Обидві дівчини є вампірами але Бенні цього не знає.
Потім фільм показує, що вампіри мирно співіснували з людьми протягом століть, харчуючись лише за згодою. Віктор, багатий лорд-вампір, якому стало нудно та він невдоволений своїм життям. Тому він планує зруйнувати існуючу систему, викравши дівчину Джея, порушивши перемир'я з Бойл-Хайтсом; Без відома Бенні, Джей таємно входить до людської ради, якій доручено підтримувати мир між вампірами і людьми. Коли Джей і його союзники починають полювати на всіх вампірів у Лос-Анджелесі, Віктор виконує план, щоб знищити своїх товаришів-лордів і захопити владу у свої руки, доручаючи Блер і Зої створити якомога більше хаосу в місті, щоб відвернути увагу мисливців на вампірів.
Коли Бенні відвозить дівчат у готель, він виявляє, що готель насправді є місцем годування вампірів, і розуміє, для чого його використовують Блер і Зої. Дівчата загрожують його життю, але вирішують не вбивати його, щоб дістатися до Джея. Під час візиту до однієї зі своїх цілей дівчата потрапляють у пастку мисливців на вампірів, але Бенні вирішує допомогти їм втекти і дозволяє їм сховатися в своєму будинку. Потім Бенні дізнається, що у Віктора є брат, який програв вампіру в рукопашному бою, намагаючись його вбити.
Бенні залишає дівчат в останньому місці призначення та виявляє, що будинок належить Віктору. Блер закликає його піти, але Бенні відмовляється кинути брата. Усередині будинку Бенні знаходить кількох ув'язнених людей, яких лорд тримає як «мішки з кров'ю», якими він може харчуватися, включаючи Джея. Віктор і Зої погрожують вбити його, що змушує Блер обернутися проти Віктора та Зої, зрозумівши, що вона відчуває любов до Бенні. У наступній боротьбі Зої завдає ножові удари Блеру, а Бенні дистанційно активує машину свого брата, розбиваючи вікно та оголюючи сонячне світло, яке вбиває Зої. Потім Віктор атакує Бенні, використовуючи Джея як приманку, і встигає вкусити Бенні, перш ніж Джей кидає його на сонячне світло, вбиваючи його. Незабаром Бенні перетворюється на вампіра, і брати розходяться своїми шляхами після того, як Джей вирішує почати навчання на професійного мисливця на вампірів і каже Бенні, що очікує, що він буде битися на його боці, коли місто зануриться в хаос. Пізніше тієї ночі Бенні зустрічає Блер, щоб ввечері попити кров.

## У ролях
- Джордж Лендеборг мол. — Бенні Перес
- Деббі Раян — Блер
- Люсі Фрай — Зої
- Алфі Аллен — Віктор
- Сідні Свіні — Єва
- Рауль Кастільо — Джей Перес
- Александер Людвіг — Рокко
- Меган Фокс — Грейс
- Браян Батт — Джіо
- Марлен Форте — бабуся Бенні
- Еш Сантос — Марія

## Виробництво
У серпні 2019 року було оголошено, що Адам Рендалл виступить режисером фільму за сценарієм Брента Діллона, а Netflix займеться дистриб'юцією. У лютому 2020 Джордж Лендеборг, Деббі Раян, Люсі Фрай, Алфі Аллен і Рауль Кастільо приєдналися до акторського складу. У липні 2020 року Олександр Людвіг, Браян Батт та Марлен Форте приєдналися до акторського складу.

## Критика
На вебсайті відгуків Rotten Tomatoes фільм має рейтинг схвалення 36 % на основі 28 оглядів із середнім рейтингом 5,4/10. Консенсус критиків вебсайту звучить так: «„Ікла ночі“ мають солідний акторський склад і кілька цікавих ідей, але всі вони втрачені в мляво розказаній, загалом передбачуваній історії вампірів». Metacritic дав фільму середньозважену оцінку 44 бали з 100 на основі дев'яти критиків, що вказує на «змішані чи середні відгуки».